# Trahom
Trahom, tudi granularni konjuktivitis, egiptovska oftalmija,  in slepeči trahom je nalezljiva bolezen, ki jo povzroča bakterija  Chlamydia trachomatis .  Zaradi okužbe postane notranja površina veke hrapava. Ta hrapavost ima lahko kot posledico  bolečine v očeh, načne lahko zunanjo površino oči ali roženico in lahko vodi do slepote.

## Vzrok
Bakterija, ki povzroča bolezen, se lahko širi tako z neposrednim, kot tudi posrednim stikom z očmi ali nosom prizadetega osebe.  Posreden stik je prek oblačil ali muh, ki so prišle v stik z očmi ali nosom prizadetega osebe.  Običajno je potrebno tekom let veliko okužb, preden so brazgotine na vekah tako velike, da začnejo  trepalnice drgniti po zrklu.  Otroci širijo bolezni pogosteje kot pa odrasli.  Slaba higiena, nagnetene življenjske razmere, in ne dovolj čiste vode in sanitarij tudi širjenje.

## Preprečevanje in zdravljenje
Prizadevanja za preprečevanje bolezni vključujejo izboljšan dostop do pitne vode in zmanjšanje števila okuženih z antibiotiki.  To lahko pomeni hkratno zdravljenje celih skupin ljudi, za katere se ve, da se jih bolezen pogosto loti.   Umivanje samo po sebi ni dovolj, da bi preprečilo bolezen, je pa koristno v sklopu z drugimi ukrepi.  Kot zdravila se lahko daje peroralno azitromicin ali topikalno tetraciklin.  Azitromicin je primernejši, ker se lahko vzame  v enem samem peroralnem odmerku.  Če je prišlo do brazgotinjenja vek, je lahko potrebna operacija, ki popravi položaj trepalnic in prepreči slepoto.

## Epidemiologija
V svetovnem merilu je okoli 80 milijonov ljudi aktivno okuženih.  Na nekaterih področjih je lahko okuženih kar 60-90 % otrok; bolezen zaradi tesnejšega stika z otroki pogosteje prizadene ženske kot pa moške.  Bolezen je vzrok za slabovidnost 2,2 milijona ljudi, od njih je 1,2 milijona popolnoma slepih.  Bolezen je pogosta v 53 državah Afrike, Azije, Srednje in Južne Amerike in približno 230 milijonov ljudi je ogroženih.  Bolezen je vzrok za  8 milijard USD ekonomskih izgub na leto.  Spada v skupino bolezni, ki so poznane kot zapostavljene tropske bolezni.